# Acacia brassii
Acacia brassii é uma espécie de leguminosa do gênero Acacia, pertencente à família Fabaceae.